# Droga krajowa B22 (Austria)
Droga krajowa B22 (Grestner Straße)  - droga krajowa w Austrii położona na południe od Purgstall an der Erlauf. Łączy Erlauftal Straße z Ybbstal Straße.